# Túl szexi?
A Túl szexi? Zoltán Erika második stúdióalbuma, a lemezen 9 dal jelent meg.

## Az album dalai[1]
1. Túl szexi (Pásztor László-Jakab György-Hatvani Emese)
2. Szabadnapos szív (Pásztor László-Jakab György-Hatvani Emese)
3. Pech dáma (F. Enz-Pásztor László-Jakab György-Hatvani Emese)
4. Szeretem őt (Pásztor László-Jakab György-Hatvani Emese)
5. Hazudós (Pásztor László-Jakab György-Hatvani Emese)
6. Casanova (F. Enz-Pásztor László-Jakab György-Joós István)
7. Pf. 186 (Pásztor László-Jakab György-Hatvani Emese)
8. El nem mondott vallomás (Jakab György- Varga-Jávor Andrea)
9. Jobb lenne, ha táncolnánk (Baracs János-Bardóczi Gyula-Hatvani Emese)

A Hazudós című dal eredetije a Neoton Família A família című nagylemezén jelent meg.
A lemez utolsó dalában Gergely Róbert hallható.

## Közreműködők
- Zoltán Erika – ének
- Gergely Róbert – ének (9.)
- Juhász Mari, Pál Éva – vokál
- Bardóczi Gyula – dobok
- Jakab György – billentyűs hangszerek
- Pásztor László – gitár, zenei rendező
- Lakatos Gábor – szintetizátor programok, hangmérnök
- Lakatos Antal – szaxofon